# Bietenstroop

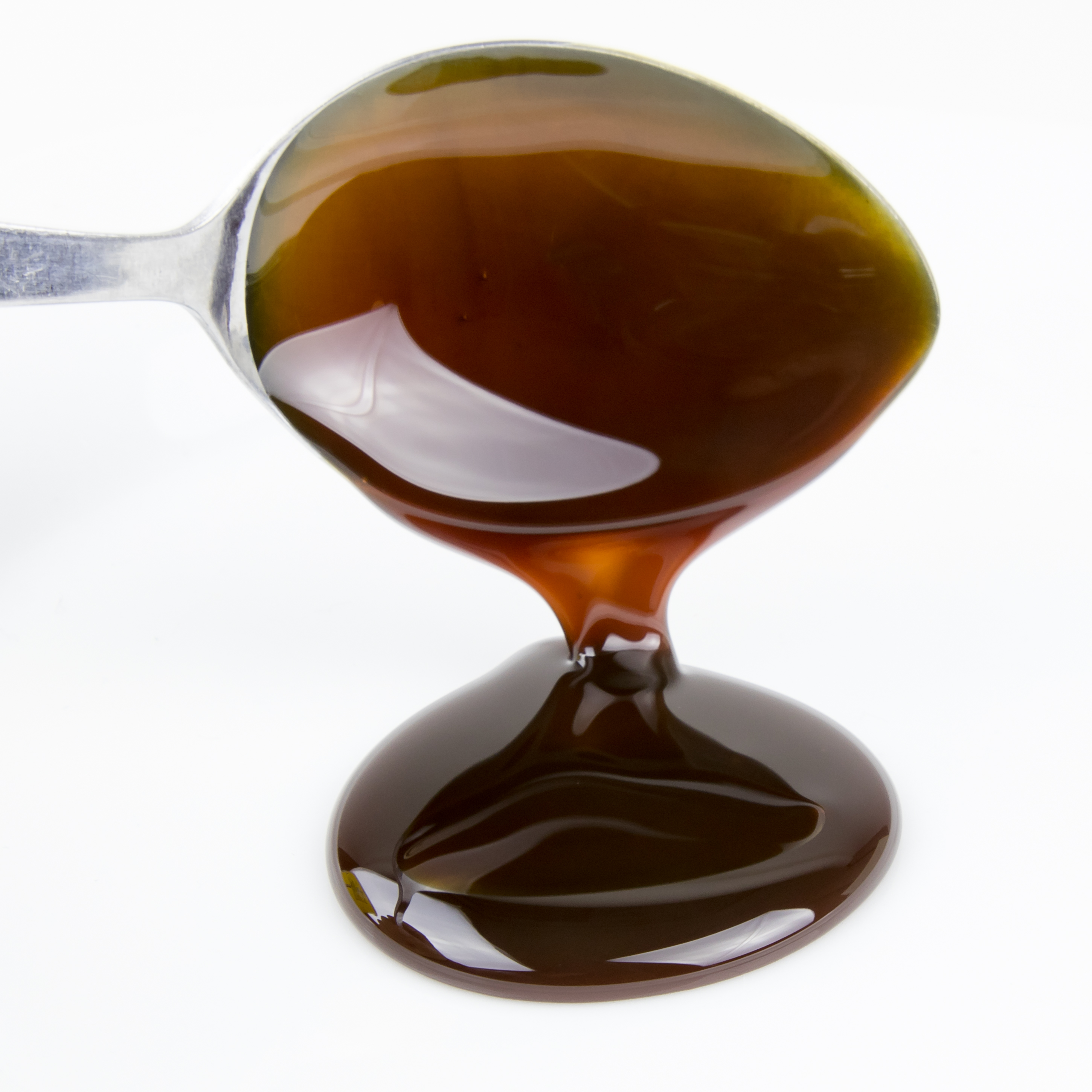
Bietenstroop

Bietenstroop, vaak aangeduid met stroop, heeft een donkerbruine kleur en wordt verkregen door het inkoken van suikerbietensap. Bietenstroop is niet hetzelfde als melasse dat voor alcoholwinning en veevoer wordt gebruikt.
De sapwinning gebeurt op dezelfde wijze als bij de suikerproductie. Het sap wordt gefiltreerd en verder ingekookt tot ten minste 78% drogestof. De stroop is dan nog goed smeerbaar bij 18 °C.
Bietenstroop wordt ook als mengsel met appelstroop in de handel gebracht.
Bietenstroop wordt in Nederland vaak op pannenkoeken gesmeerd.